# Reculfoz
Reculfoz est une commune française située dans le département du Doubs, la région culturelle et historique de Franche-Comté et la région administrative Bourgogne-Franche-Comté.
Les habitants du village s'appellent les Reculfotiers et Reculfotières.

## Géographie
Le village de Reculfoz, d'une superficie de 270 hectares, se situe à 1 030 mètres d'altitude. Il est à cinq kilomètres de Mouthe et quinze kilomètres du mont d'Or.

### Climat
Pour des articles plus généraux, voir Climat de la Bourgogne-Franche-Comté et Climat du Doubs.
En 2010, le climat de la commune est de type climat de montagne, selon une étude du Centre national de la recherche scientifique s'appuyant sur une série de données couvrant la période 1971-2000. En 2020, Météo-France publie une typologie des climats de la France métropolitaine dans laquelle la commune est exposée à un climat de montagne ou de marges de montagne et est dans la région climatique  Jura, caractérisée par une forte pluviométrie en toutes saisons (1 000 à 1 500 mm/an), des hivers rigoureux et un ensoleillement médiocre. 
Pour la période 1971-2000, la température annuelle moyenne est de 6,5 °C, avec une amplitude thermique annuelle de 16,1 °C. Le cumul annuel moyen de précipitations est de 1 816 mm, avec 13,6 jours de précipitations en janvier et 11,4 jours en juillet. Pour la période 1991-2020, la température moyenne annuelle observée sur la station météorologique de Météo-France la plus proche, « Mouthe », sur la commune de Mouthe à 3 km à vol d'oiseau, est de 6,9 °C et le cumul annuel moyen de précipitations est de 1 677,4 mm. 
La température maximale relevée sur cette station est de 36 °C, atteinte le 1er juillet 1952 ; la température minimale est de −36,7 °C, atteinte le 13 janvier 1968,,. 
Les paramètres climatiques de la commune ont été estimés pour le milieu du siècle (2041-2070) selon différents scénarios d'émission de gaz à effet de serre à partir des nouvelles projections climatiques de référence DRIAS-2020. Ils sont consultables sur un site dédié publié par Météo-France en novembre 2022.

## Urbanisme

### Typologie
Au 1er janvier 2024, Reculfoz est catégorisée commune rurale à habitat très dispersé, selon la nouvelle grille communale de densité à 7 niveaux définie par l'Insee en 2022.
Elle est située hors unité urbaine et hors attraction des villes,.

### Occupation des sols
L'occupation des sols de la commune, telle qu'elle ressort de la base de données européenne d’occupation biophysique des sols Corine Land Cover (CLC), est marquée par l'importance des territoires agricoles (51,2 % en 2018), en diminution par rapport à 1990 (52,6 %). La répartition détaillée en 2018 est la suivante : 
forêts (48,8 %), zones agricoles hétérogènes (32,2 %), terres arables (19 %). L'évolution de l’occupation des sols de la commune et de ses infrastructures peut être observée sur les différentes représentations cartographiques du territoire : la carte de Cassini (XVIIIe siècle), la carte d'état-major (1820-1866) et les cartes ou photos aériennes de l'IGN pour la période actuelle (1950 à aujourd'hui).

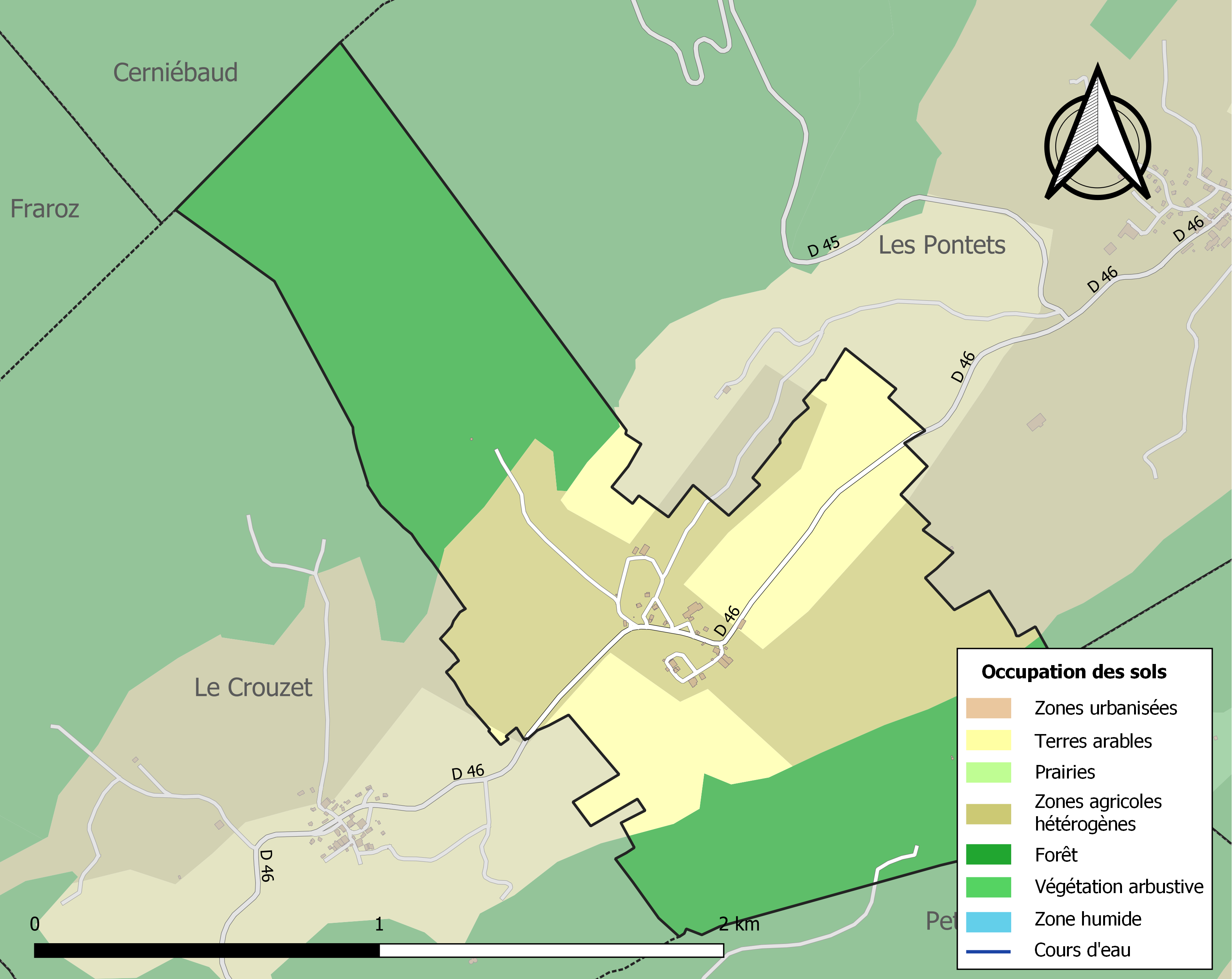
Carte des infrastructures et de l'occupation des sols de la commune en 2018 (CLC).

## Toponymie
Reculafoz en 1614 ; Recule fon au XVIIIe siècle.

## Histoire

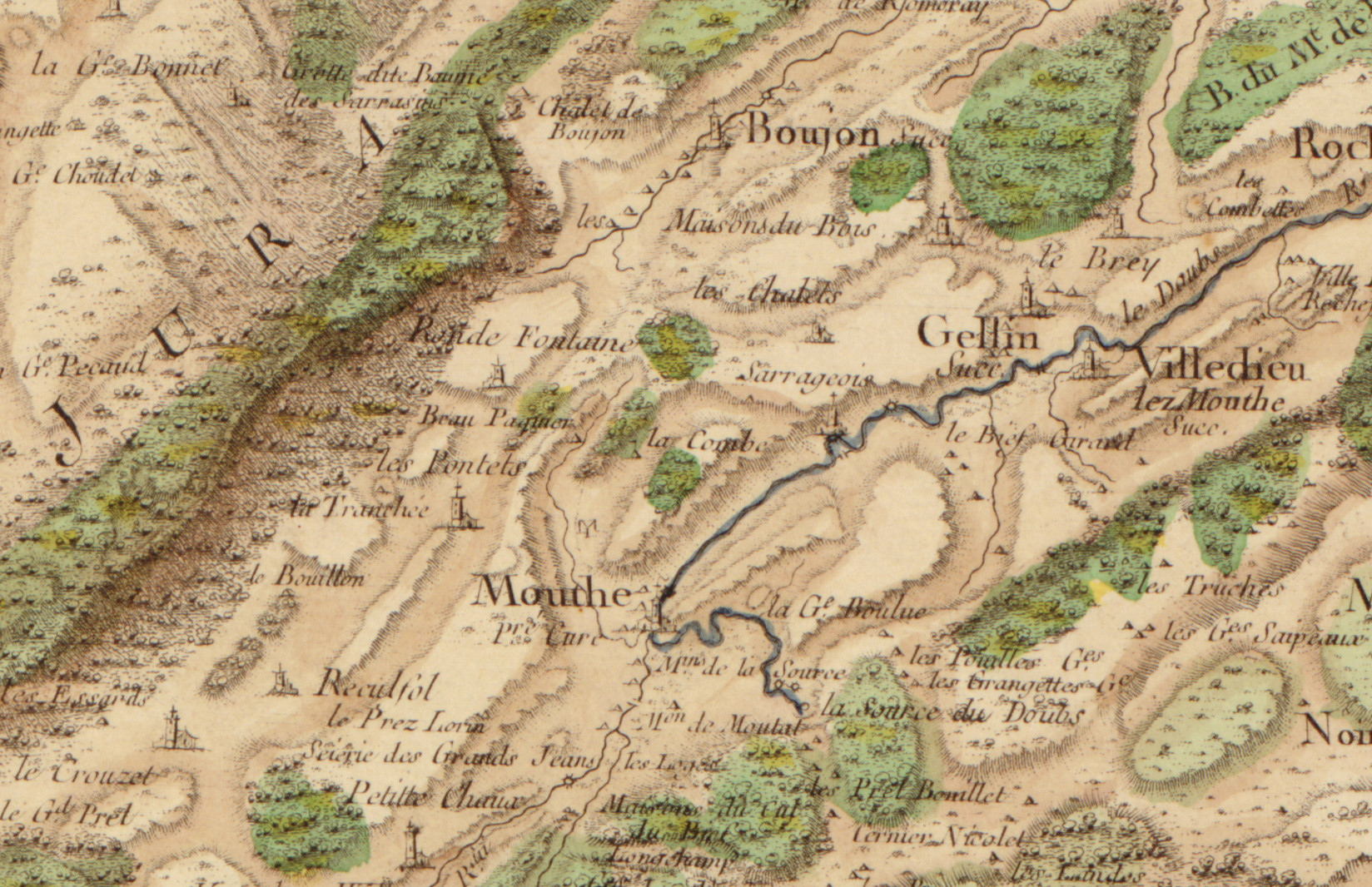
Carte de Cassini.

Origine de Reculfoz : l’herbe était plus dure à faucher donc la faux reculait.
Ce petit village d'une cinquantaine d'habitants, implanté au sud-ouest d'un val appelé « Combes Derniers », a toujours vécu en alliance avec les autres villages du val, le Crouzet, les Pontets et Rondefontaine. Le village est jalonné par des murs de pierre sèche. Ces pierres étaient autrefois ramassées dans les champs pour y faire des murs de séparation des prairies et pour avoir de nouveaux champs cultivables. En 1741, une croix religieuse en pierre fut construite au centre du village ; actuellement c'est le seul monument religieux du village. Les principales activités du village sont l'agriculture et le tourisme, le ski de fond, la randonnée à VTT ou pédestre. Situé à trois kilomètres de Mouthe et quinze du mont d'Or, ce village offre des paysages authentiques comme les tourbières ou le lac.
C'est le village des ancêtres de Louis Pasteur. Nicolas Pasteur fut le premier Pasteur connu, il habitait à Reculfoz.

## Politique et administration
| Période                                  | Période         | Identité           | Étiquette  | Qualité                |
| ---------------------------------------- | --------------- | ------------------ | ---------- | ---------------------- |
| vers 1845                                |                 | M. RENAUD          |            |                        |
| 1971                                     | 1995            | Raymond ARDIET     | SE         | Agriculteur            |
| 1995                                     | 2001            | Jean-Luc BOUVERET  | SE         | Technicien métreur     |
| 2001                                     | 2014            | Denis MICHAUD      | SE         | Agriculteur-Professeur |
| 2014                                     | 2020            | Sylvie Parent      | SE         | Employée               |
| 2020                                     | Mandat en cours | Jean-Yves BOUVERET | Socialiste | Ingénieur              |
| Les données manquantes sont à compléter. |                 |                    |            |                        |

## Démographie
L'évolution du nombre d'habitants est connue à travers les recensements de la population effectués dans la commune depuis 1793. Pour les communes de moins de 10 000 habitants, une enquête de recensement portant sur toute la population est réalisée tous les cinq ans, les populations de référence des années intermédiaires étant quant à elles estimées par interpolation ou extrapolation. Pour la commune, le premier recensement exhaustif entrant dans le cadre du nouveau dispositif a été réalisé en 2008.

En 2022, la commune comptait 41 habitants, en stagnation par rapport à 2016 (Doubs : +1,88 %, France hors Mayotte : +2,11 %).
| 1793 | 1800 | 1806 | 1821 | 1831 | 1836 | 1841 | 1846 | 1851 |
| ---- | ---- | ---- | ---- | ---- | ---- | ---- | ---- | ---- |
| 60   | 68   | 74   | 62   | 54   | 60   | 64   | 65   | 64   |

| 1856 | 1861 | 1866 | 1872 | 1876 | 1881 | 1886 | 1891 | 1896 |
| ---- | ---- | ---- | ---- | ---- | ---- | ---- | ---- | ---- |
| 53   | 49   | 50   | 49   | 44   | 51   | 59   | 48   | 55   |

| 1901 | 1906 | 1911 | 1921 | 1926 | 1931 | 1936 | 1946 | 1954 |
| ---- | ---- | ---- | ---- | ---- | ---- | ---- | ---- | ---- |
| 46   | 40   | 46   | 41   | 43   | 50   | 49   | 35   | 40   |

| 1962 | 1968 | 1975 | 1982 | 1990 | 1999 | 2006 | 2008 | 2013 |
| ---- | ---- | ---- | ---- | ---- | ---- | ---- | ---- | ---- |
| 38   | 37   | 29   | 27   | 40   | 40   | 49   | 52   | 45   |

| 2018 | 2022 | - | - | - | - | - | - | - |
| ---- | ---- | - | - | - | - | - | - | - |
| 41   | 41   | - | - | - | - | - | - | - |

## Lieux et monuments
- Reculfoz est le village des ancêtres de Louis Pasteur.
- Une croix de mission de 1741

Une croix de mission de 1741 se dresse toujours au centre de ce village typique du Haut-Doubs. Les visiteurs peuvent y découvrir des tourbières, témoin de l’ère glaciaire, un lac, de nombreux murs en pierre sèche ainsi qu’une fontaine abreuvoir.

## Activités
Les principales activités du village sont l'agriculture et le tourisme, le ski de fond, la randonnée en VTT ou pédestre. Ce village offre des paysages authentiques comme les tourbières ou le lac.

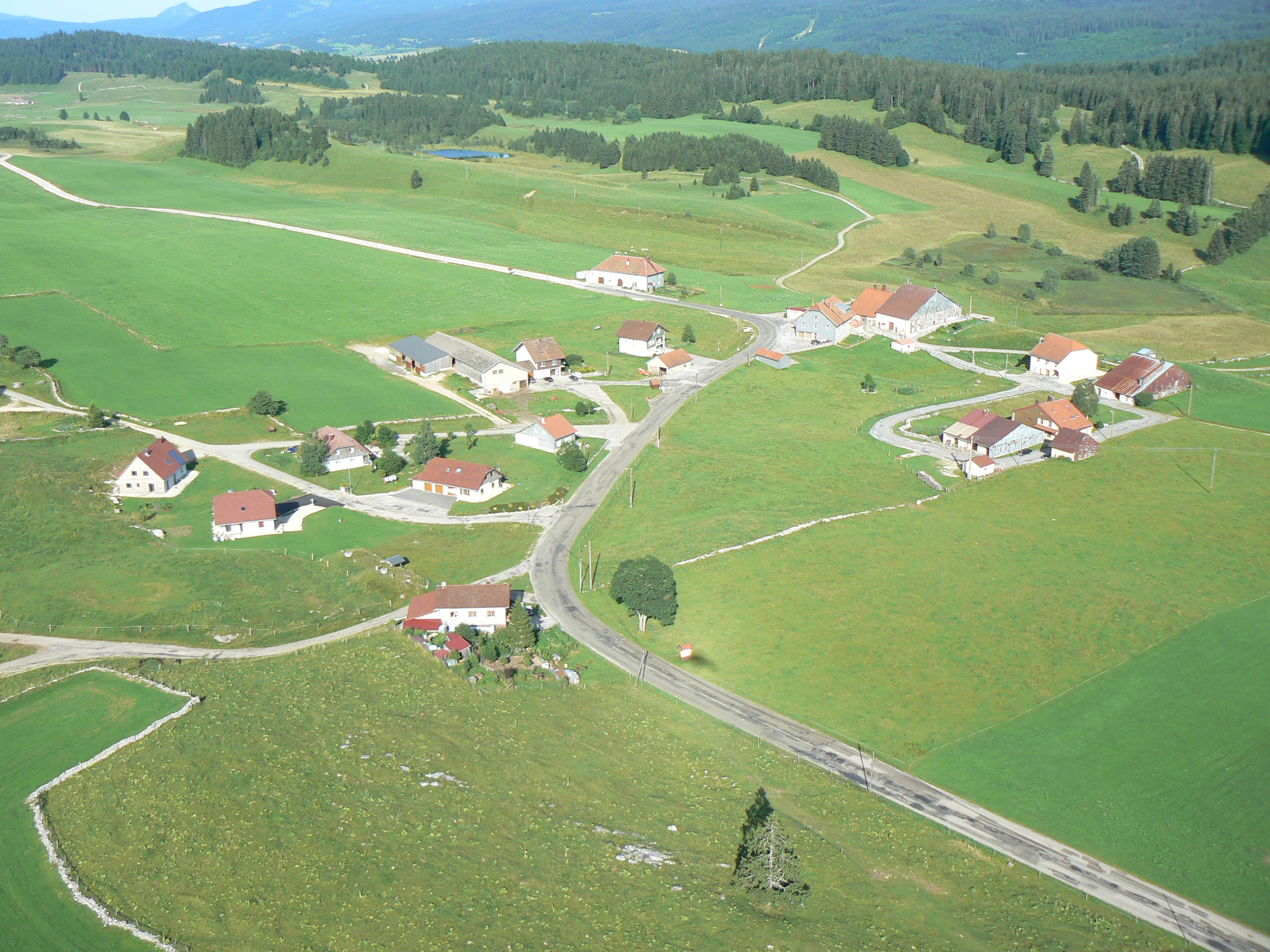
Vue aérienne.
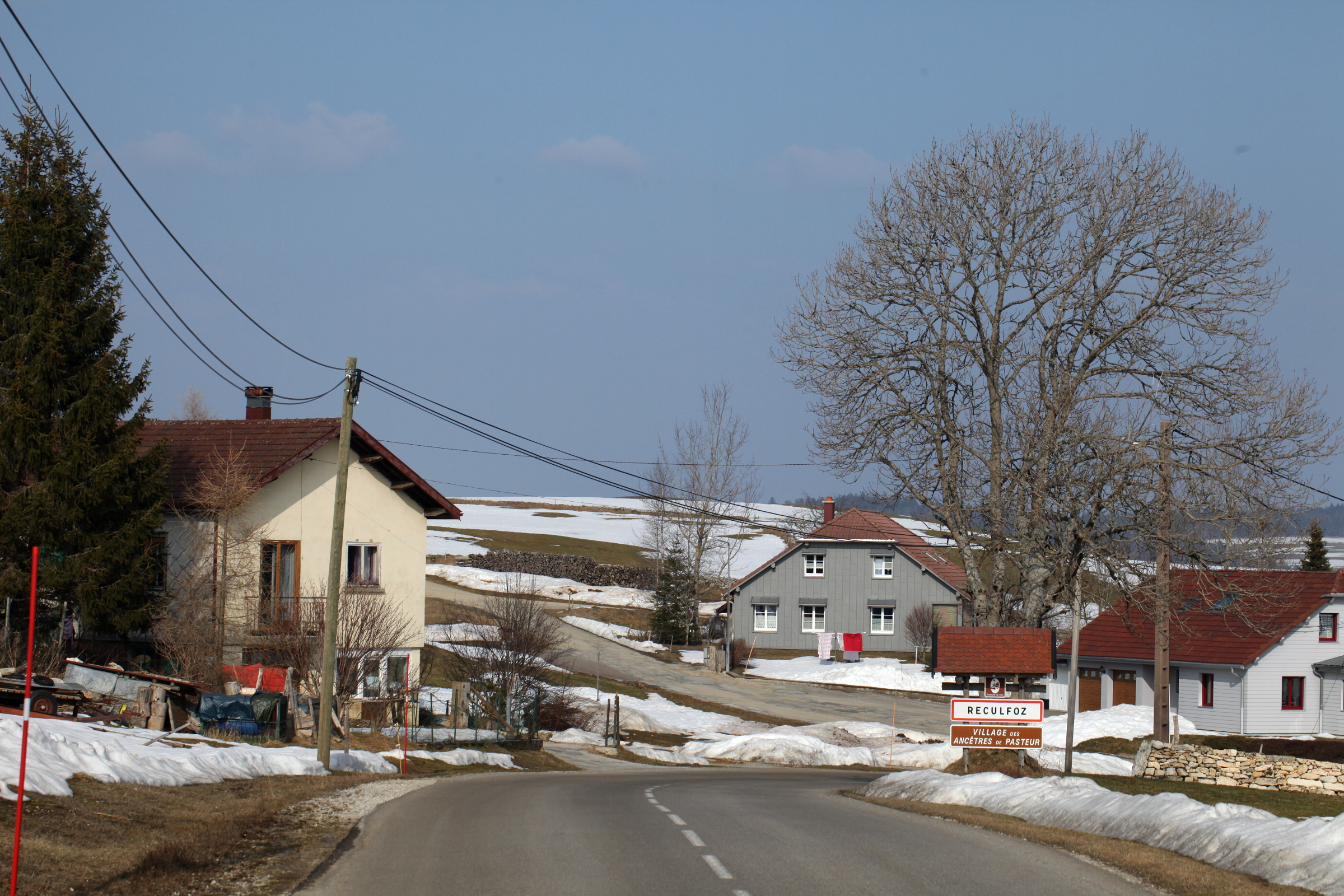
Entrée côté ouest.
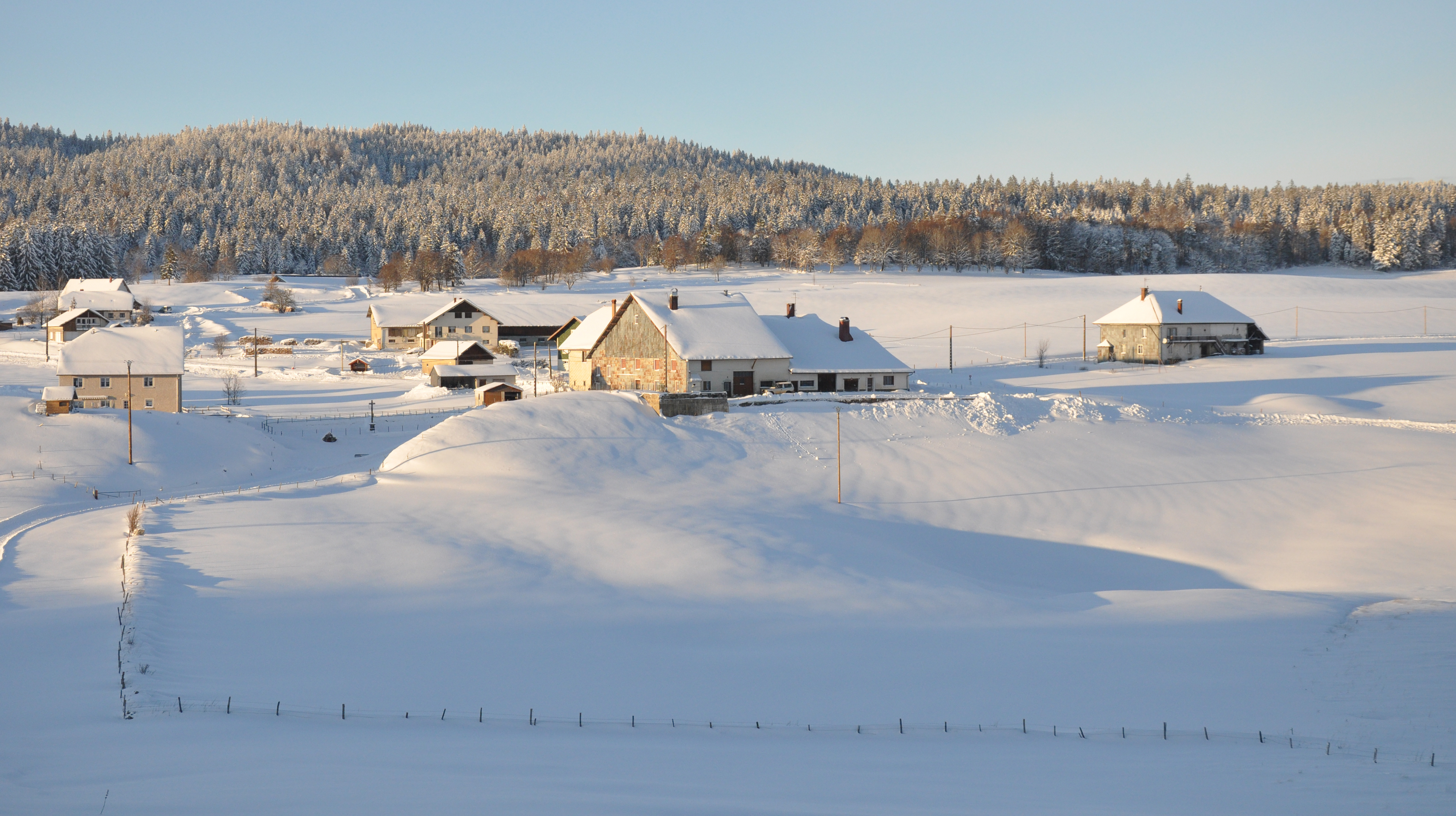
Le village sous la neige.
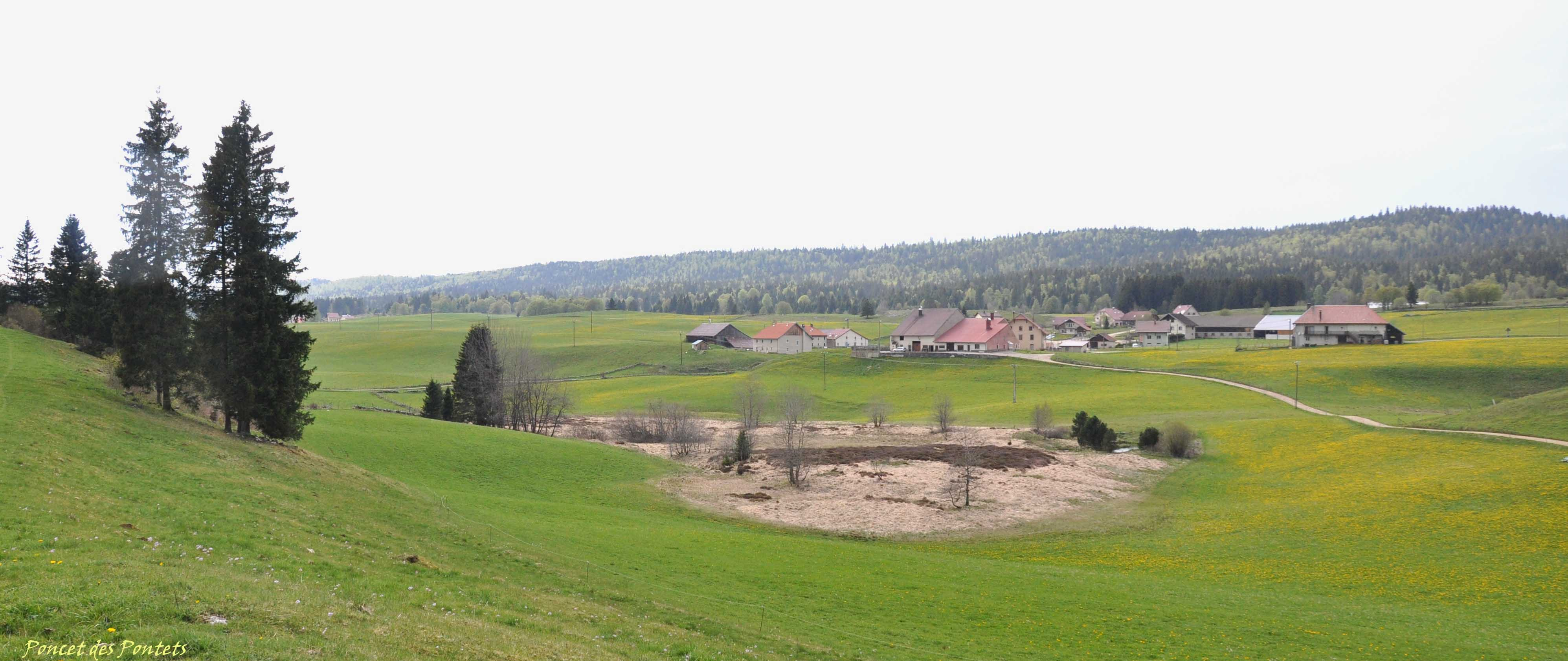
Reculfoz et sa tourbière.
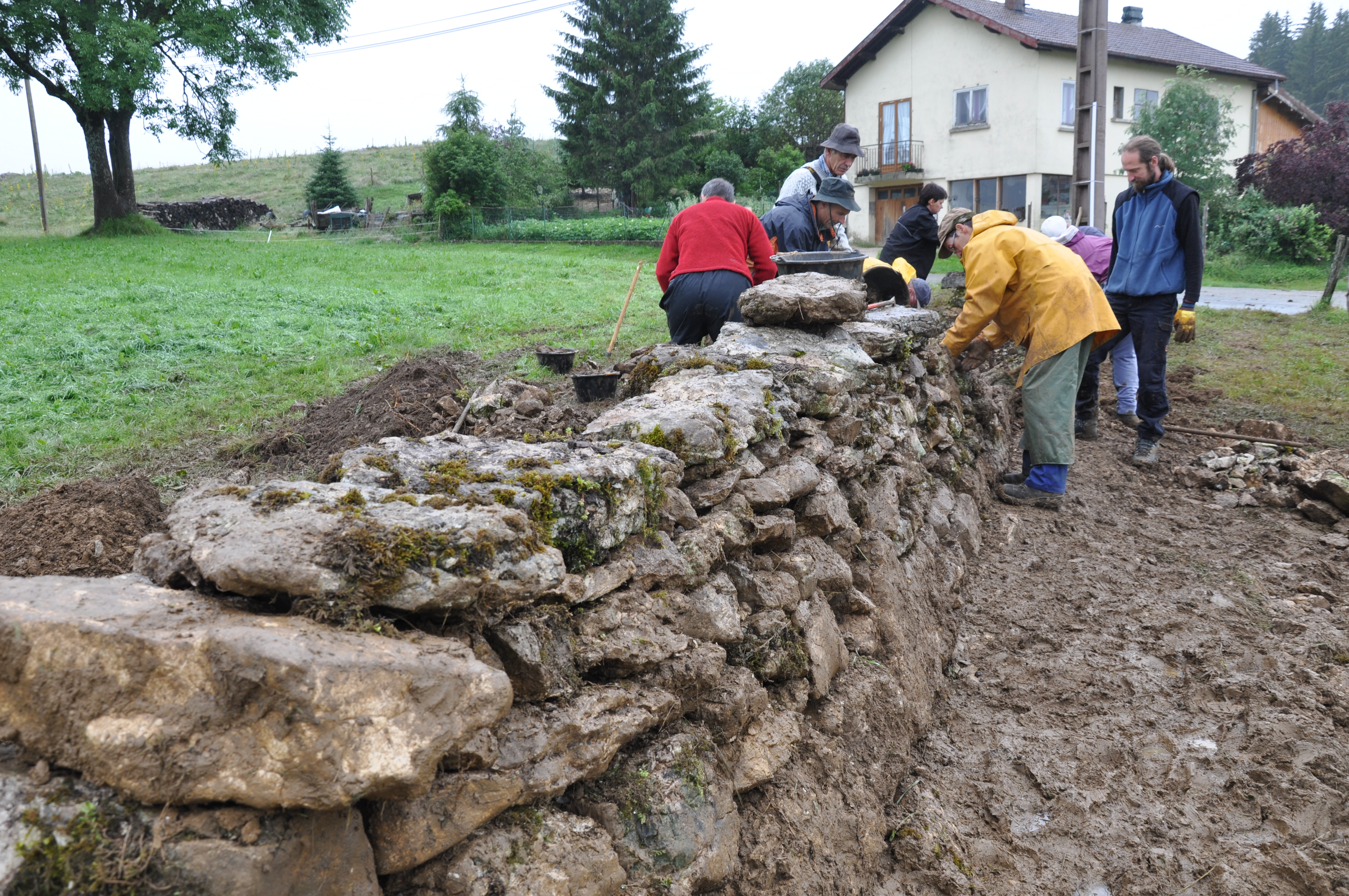
Restauration de murs.
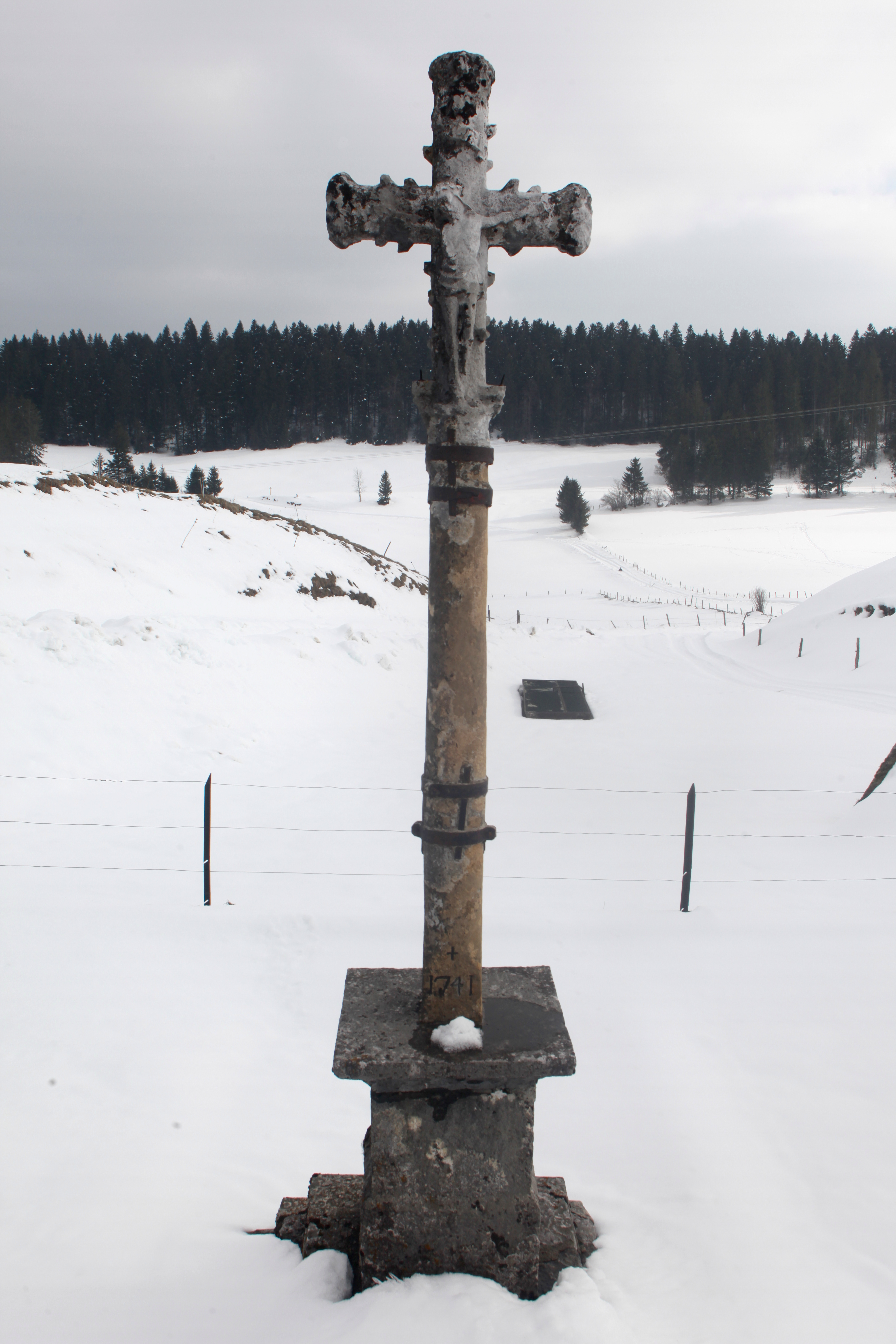
Croix de mission.
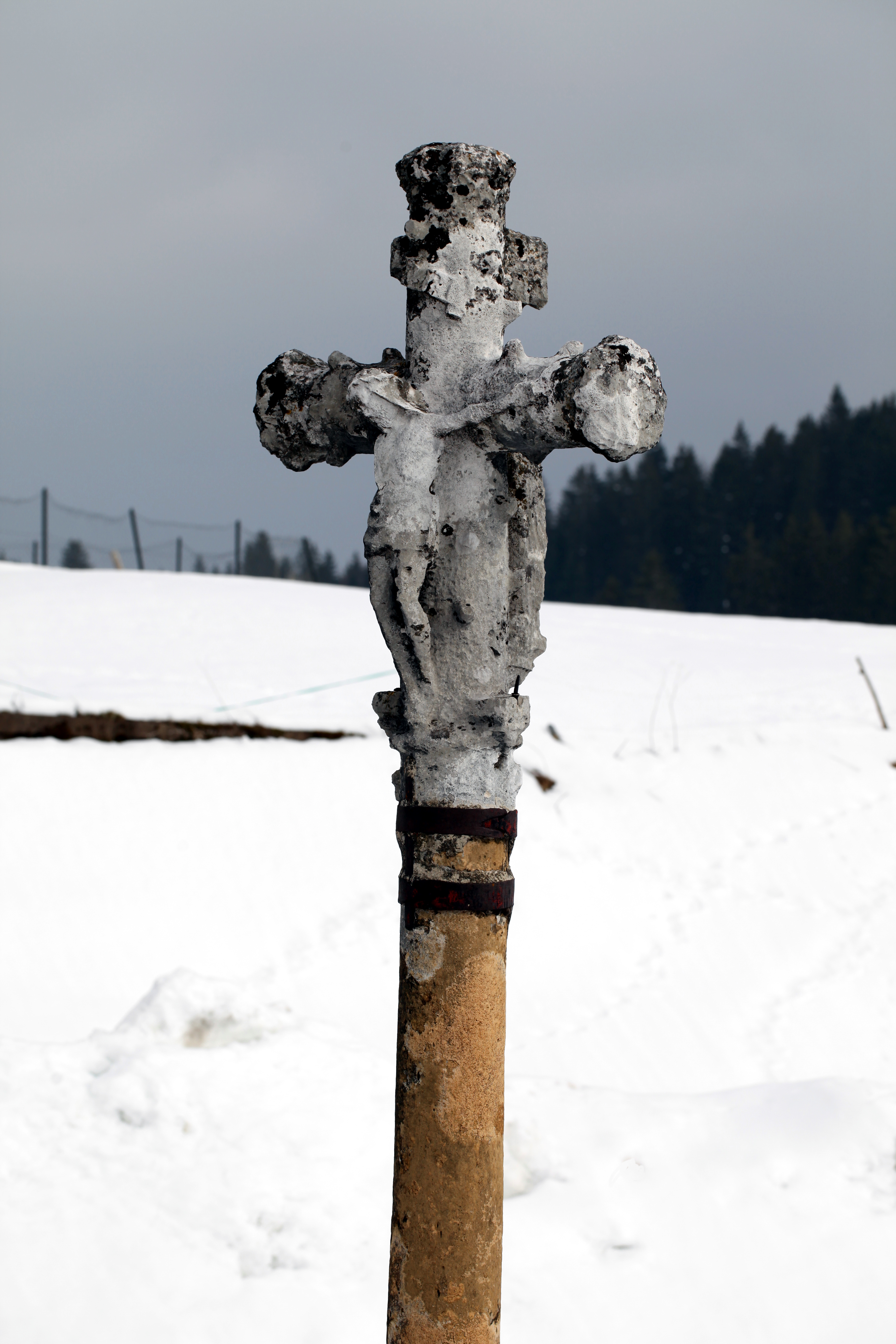
Croix de mission.
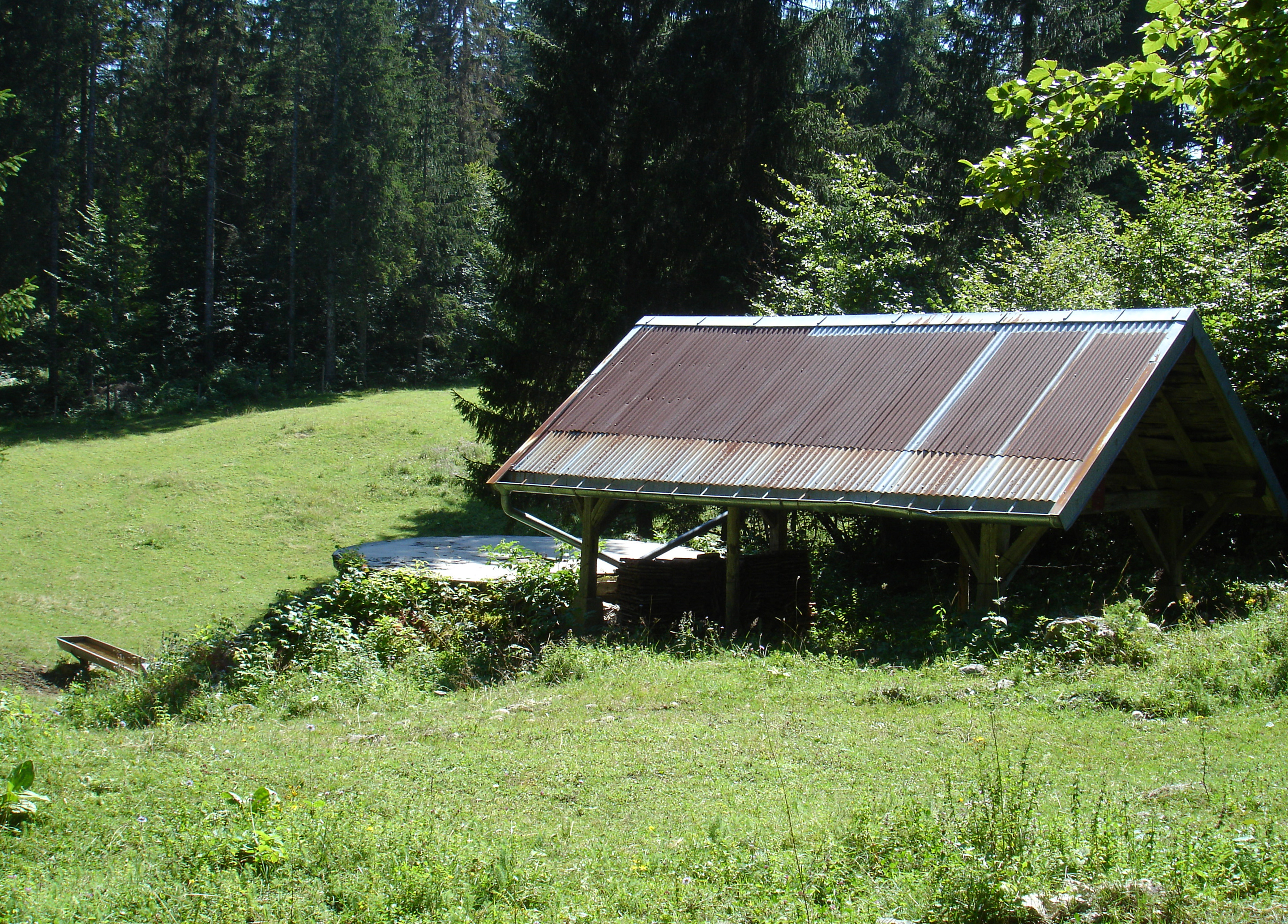
Citerne d'alpage.
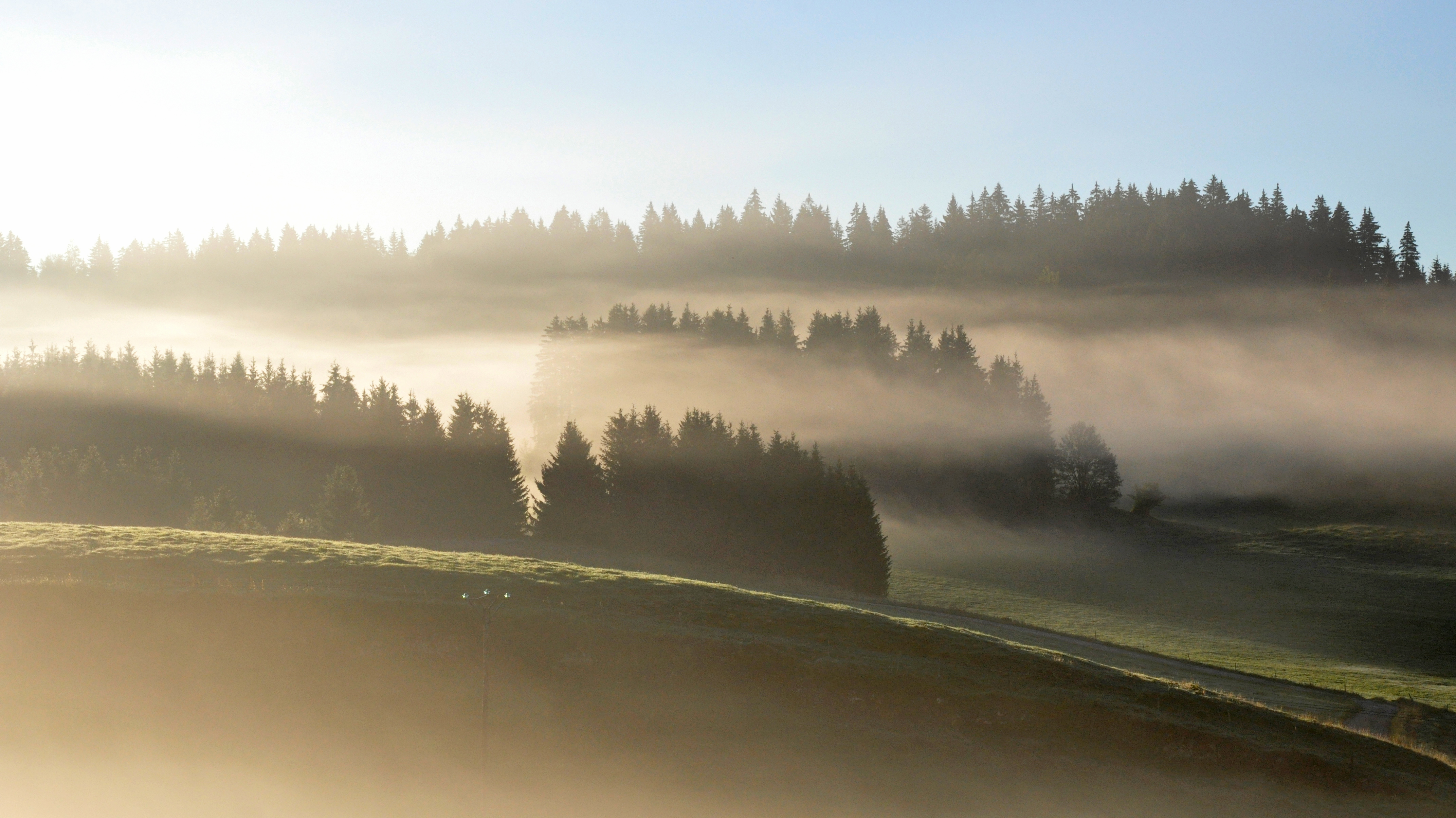
Brumes matinales à Reculfoz.
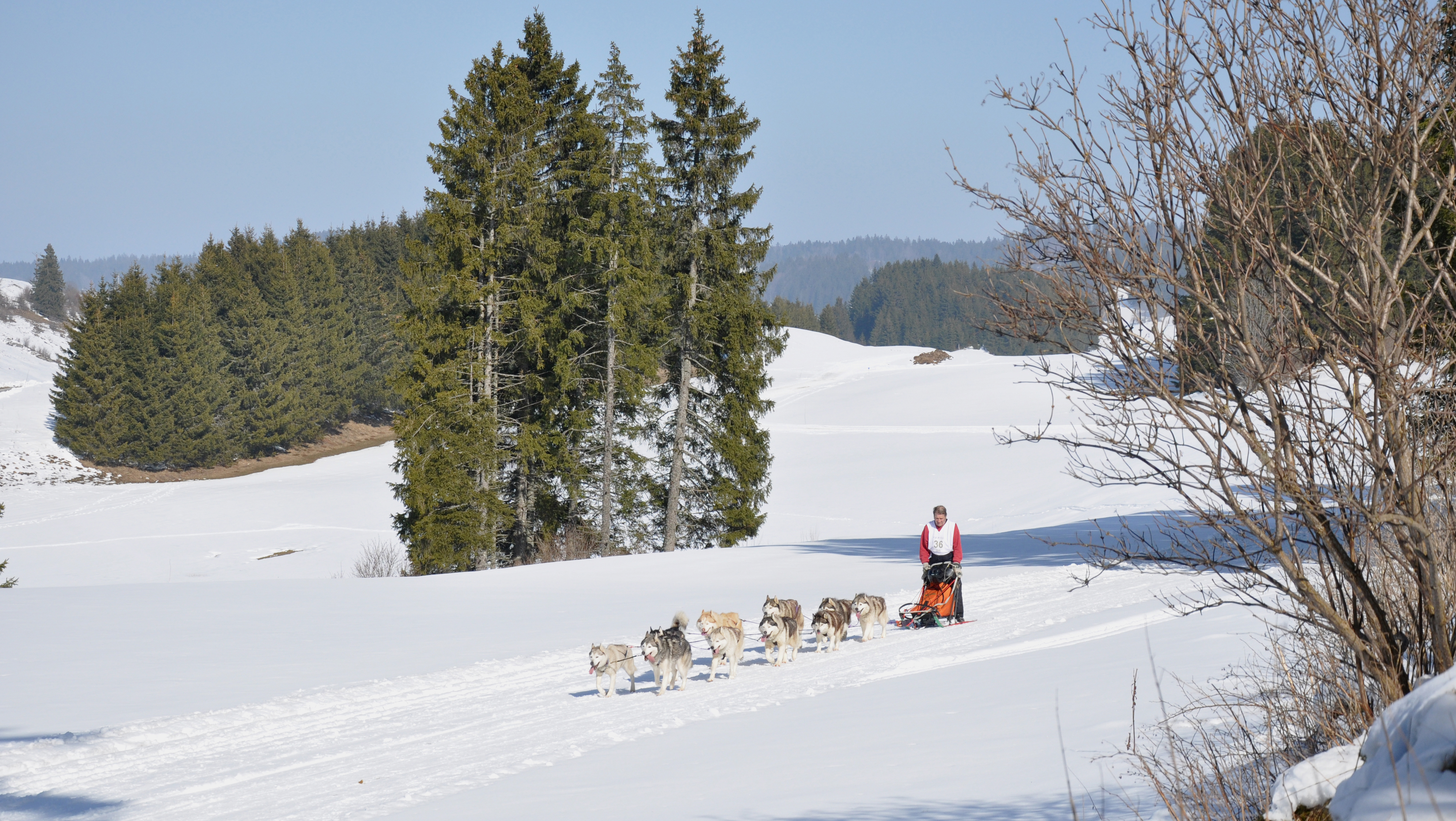
Course de chiens de traineaux.